# 袖ケ浦海浜公園
座標: 北緯35度27分20秒 東経139度57分12秒 / 北緯35.455566度 東経139.953289度
袖ケ浦海浜公園（そでがうらかいひんこうえん）は、千葉県袖ケ浦市の埋立地である南袖の先端に位置する、千葉港南部の親水公園である。海とふれあえる憩いの場となるよう整備を行い、2004年4月に全面供用を開始した。園内に備えられた展望台や護岸沿いの園路からは、東京湾アクアラインの奥に横浜の街が望め夜景スポットとしても知られる。
毎年10月にはここをスタート・ゴール地点とする袖ケ浦海浜ロードレースが開催される｡また、2012年からは氣志團万博が毎年9月に開催されている。

## アクセス
- 鉄道：内房線袖ケ浦駅下車、徒歩35分
- 車：無料駐車場有

## 施設
公園のシンボルである高さ25メートルの展望塔には、人々の夢をいっぱい乗せた未来の宇宙船を想像したアルミ製の銀色の球形の屋根が設置されている。また「人や生き物にやさしい地球環境づくりのための自然エネルギー」を活用して公園内の電力をまかなうための風力発電施設が設置されており、新たなシンボルタワーとして、自然エネルギーの学習の場、さらには観光施設として多くの人々に活用されることを期待されている。

## 諸データ
- 全体面積 8ヘクタール
- 円形芝生広場 1.7ヘクタール
- 芝生広場 2.4ヘクタール
- ピクニック広場 1.4ヘクタール